# Вислоужил, Йиржи
Йи́ржи Ви́слоужил (чеш. Jiří Vysloužil; 7 июля 1921, Кошице, Чехословакия, ныне Словакия) — чешский музыковед и педагог.

## Биография
Учился в 1944—1949 годы в Брненском университете у Яна Рацека и Богумира Штедроня. В 1949—1950 годах — научный сотрудник Института этнографии Чешской АН, в 1952—1954 годах — преподаватель Высшей музыкальной школы в Кромержиже, с 1953 года — в университете в Брно; с 1972 года — профессор и заведующий кафедрой музыковедения философского факультета. С 1968 года — руководитель «Collegium musicum», председатель Международного музыкального фестиваля в Брно и с 1977 года — Общества им. Леоша Яначека, в 1969—1979 годах — член редколлегии журнала «Opus musicum», а с 1970 года — журнала «Hudební veda», в 1956—1968 годах — член правления, а в 1970—1977 годах — заместитель председателя брненского отделения Союза чешских композиторов и концертных исполнителей. Автор работ по музыкальной фольклористике, о музыке XX века, в частности, о Леоше Яначеке и Алоисе Габе.

## Музыковедческие сочинения
- Моравский и словацкий фольклор как стилеобразующий элемент музыки Яначека // Славяне и запад. — М., 1975.
- Чешская музыка 1945-1975 // Музыка социалистической Чехословакии. — М., 1980.
- L. Janáček о lidové písni a lidové hudbe // Hudebne-folkloristické dílo L. Janáček. — Praha, 1955.
- L. Janáček a nase doba, «HR», 1958, No 18.
- L. Kundera. — Brno, 1962.
- Hudobnнci XX. storocia. — Bratislava, 1964, 1981.
- Notes sur Antoine Reicha. Zápisky o Antoníni Rejchovi. — Brno, 1970.
- A. Haba. Život a dílo. — Praha, 1974.
- Alois Haba und die Dodekafonie, «SMz», 1978, Bd 118, No 2.
- Leoš Janáček 1854-1928. — Brno, 1978.
- Leoš Janáček. Für Sie portretiert. — Leipzig, 1981.